# Турки в США
Турки в США (тур. Türk asıllı Amerikalılar, англ. Turkish Americans) — граждане США турецкого происхождения. Большинство населения прибыло во времена становления Турецкой Республики, но есть также значительные этнические турецкие общины с острова Кипр, Балкан, Северной Африки, Ливана и других частей бывшей Османской империи. Кроме того, в последние годы наблюдается отток из современной турецкой диаспоры (т.е. за пределы бывших османских земель), особенно месхетинской диаспоры в Восточной Европе (например, из Краснодарского края в России), из Центральной и Западной Европы (например, Германии) до США. Там образовалось значительное количество этнических турок из Турции.
Большая часть турок проживает в таких штатах, как Нью-Йорк, Калифорния, Нью-Джерси, Флорида, Техас и Иллинойс. Как городские жители, турки сосредоточены в Патерсоне, Нью-Йорке, Майами, Чикаго, Бостоне и Лос-Анджелесе.

## История
История турок в Соединенных Штатах восходит к 17 веку. Однако, если не считать очень подробных архивов Османского государства, подтверждающих это сведение немного. Самая большая волна иммиграции из Османской империи в США произошла после запрета рабства в США. Известно, что в начале 20 века на детройтских заводах Ford Motor Company работало более 7 тысяч турецких рабочих, в основном элязыгского происхождения. Однако Первая мировая война негативно повлияла на присутствие турок в США. Большинство этих турок вернулись в свои страны и вступили в войну в рядах османской армии.
Известно, что стычки между греческими и турецкими рабочими на заводах вспыхнули после оккупации Стамбула и Измира, и что почти половина турок в США предпочла вернуться в Турцию и сражаться с захватчиками во время Турецкой войны за Независимость. Вторая крупная миграция турок произошла во время Великой депрессии. Президент Мустафа Кемаль Ататюрк отправил корабли в США и предоставил туркам, которые хотели вернуться, бесплатный возврат в Турцию.
Вторая по величине миграционная волна турок в США началось с принятия «Акта о регистрации иностранцев» после Второй мировой войны. В этот период особенно турецкие интеллектуалы иммигрировали в США в поисках лучшего образования и возможностей для исследований.
Турки, уехавшие в США во время первой волны иммиграции, в основном имеют сельское происхождение. Эти иммигранты поселились в промышленно развитых крупных городах и работали неквалифицированными рабочими, а также помогали своим семьям, отправляя большую часть заработанных денег обратно в Турцию. Волна иммиграции после 1950 года засвидетельствовала иммиграцию квалифицированных и хорошо образованных турок в США. Эти иммигранты, которые в основном являются врачами, инженерами или учеными по профессии, сегодня достигли все более заметной активности. Эти турки, большинство из которых являются профессионалами, имеют уровень доходов выше среднего. Несмотря на это, миграция из сельской местности продолжалась, хотя и в небольшом количестве. Особенно с 1960-х годов наблюдается интенсивная миграция в Америку из района Яглыдере Гиресуна. Сегодня в США проживает более 50 000 граждан яглыдерского происхождения, что более чем в 3 раза превышает численность населения округа.

## Численность
Согласно переписи населения США 2000 года, 117 575 американцев турецкого или частично турецкого происхождения; согласно опросу американского сообщества 2005 года, было выявлено 164 945 человек. С тех пор как началась турецкая иммиграция, многие американцы турецкого происхождения поселились в основном в крупных городских центрах. Большинство американцев турецкого происхождения поселились в Патерсоне, Нью-Джерси и столичном районе Нью-Йорка, а также в Бостоне, Чикаго, Детройте и Филадельфии. Другие скопления американцев турецкого происхождения находятся вдоль восточного побережья в Нью-Йорке, Нью-Джерси, Коннектикуте, Мэриленде и Вирджинии; некоторые также иммигрировали в Калифорнию (в частности, в Лос-Анджелес), Миннесоту, Индиану, Техас, Флориду и Алабаму.

## Вклад американских турок
Турки в США внесли большой вклад в общество, в котором они живут, особенно в области музыки, высшего образования, науки и медицины. Однако и за пределами этих ветвей известно, что некоторые американские турки добились больших успехов. Например, театральный художник Тунч Ялман был признан художественным руководителем Репертуарного театра Милуоки в период с 1966 по 1971 год. Журналист турецкого происхождения Осман Каракаш был удостоен престижной Национальной премии США в области прессы в 1991 году. Историк искусства Эсин Атыл много лет руководил галереями исламского искусства Сакхлер Смитсоновского института, национального музея США, и подписал множество статей и книг. Физик Феза Гюрси много лет работала преподавателем в Йельском университете и получила премию Оппенгеймера в 1977 году, премию Эйнштейна в 1979 году и премию Моррисона Нью-Йоркской академии в 1981 году за свой вклад. Биохимик Азиз Санкар получил Нобелевскую премию по химии 2015 года за исследование того, как клетки восстанавливают поврежденную ДНК и сохраняют генетическую информацию.
Самый известный вклад турок в США был в музыкальную индустрию. Ахмет Эртегюн и его брат Насухи Эртегюн, основавшие в 1947 году музыкальную компанию Atlantic Records, прославившую многих американских исполнителей поп-музыки в период с 1960 по 1990 годы. Также в области музыки Ариф Мардин, основатель EMI Records, прославил многие имена, в том числе Нору Джонс.
Сегодня одним из самых известных американских турок является кардиохирург Мехмет Оз. Оз, преподающий в Колумбийском университете в Нью-Йорке, известен тем, что часто появляется на шоу Опры Уинфри, которое транслируется каждый день в США. Кроме того, его книга 2005 года «Ты: руководство пользователя» в течение нескольких месяцев оставалась в списке бестселлеров New York Times в Соединенных Штатах. Также нейрохирург, доктор Зеки Уйгур, также является одним из ведущих американцев турецкого происхождения. Оркут Бююккоктен, один из старших сотрудников Google, известен разработкой службы социальной коммуникации Orkut, которую он назвал в честь себя.
Кроме того, турки в США начали делать свои имена известными в сфере политики. Осман Оз Бенгюр удостоился чести стать первым американским турком, баллотировавшимся в Конгресс США в истории США, баллотировавшись от города Мэриленд на выборах в Палату представителей США в 2006 году. Селахаттин Доган, с другой стороны, баллотировался в Палату представителей США от 3-го округа Нью-Джерси в 2008 году. Хотя оба кандидата не смогли набрать достаточного количества голосов, они позволили туркам впервые в США войти в политику.

## Известные представители
- Дарон Аджемоглу, экономист
- Джанет Акьюз Маттеи, астроном
- Альбер Жан Амато, раввин
- Асим Орхан Барут, физик
- Селин Сайек Бёке, экономист и политик
- Ахмет Эртегун, музыкальный продюсер
- Несухи Эртегун, музыкальный продюсер
- Айда Филд, актриса
- Мухтар Кент, коммерческий директор
- Ариф Мардин, музыкальный продюсер
- Мехмет Оз , кардиолог и телеведущий
- Азиз Санкар, лауреат Нобелевской премии (химия)
- Вамик Волкан, психиатр и психоаналитик
- Хамди Улукая, предприниматель и покровитель
- Музаффер Шериф, социальный психолог
- Дженк Уйгур, радио- и интернет-ведущий и политический деятель. Он постоянный ведущий новостного ток-шоу The Young Turks.